# Галёнки (село)
Галёнки — село в Октябрьском районе Приморского края Российской Федерации. Входит в состав Покровского сельского поселения, ранее административный центр упразднённого Галёнкинского сельского поселения.

## География
Село находится у реки Славянки. В окрестностях села находится военный аэродром Галёнки, а также войсковая часть номер 14038.
По восточной окраине села протекает река Славянка, по западной — река Крестьянка (обе — левые притоки реки Раздольная).
Улицы
- 50 лет ВЛКСМ
- 50 лет Приморья
- 60 лет Октября
- Арсеньева
- Вокзальная
- Калинина
- Карла Маркса
- Колхозная
- Комарова
- Комсомольская
- Кубанская
- Ленинская
- Молодёжная
- Набережная
- Октябрьская
- Первомайская
- Славянская
- Советская
- Советский переулок
- Степная
- Хуторская
- Центральная

## История
Село основано украинцами — переселенцами из села Голинка (Голёнки, Галёнки) Конотопского уезда Черниговской губернии в 1892 году. Ранее датой основания поселения — скорее, малоправдоподобной, считался 1880 год.
Сначала в селе обосновались первые 15 семей: Долгопол со своими братьями, Гагальчий, Хилько, Мацко, Горовенко, Шевченко и другие. Вначале строили временное жилье. Самое необходимое семьи привезли с собой: коров, лошадей, семена, домашнюю утварь. Каждая семья получила надел до 50 га в поле и 1 га на усадьбе. После обоснования переселенцы начали строить капитальные дома. Лес привозили из Шуфана на лошадях, которых покупали у казаков Полтавки.
Уже в 1910 году в селе насчитывалось 120 дворов с населением 700 человек. Село постепенно расстраивалось по левому берегу Славянки. Параллельно шла распашка лесных наделов. В 1888 году на собранные населением деньги была построена церковь. В связи с вводом в действие железной дороги Уссурийск — Гродеково значимость села увеличилась. В 1930 году были образованы два колхоза: имени Розы Люксембург и колхоз ДВГУ, которые в 1935 году объединились в колхоз имени Тельмана. Началась Великая Отечественная война. Из села ушли 180 человек, 80 односельчан сложили головы на фронтах войны. В 1952 году открылась средняя школа.

## Инфраструктура
Антенна космической связи у села Галёнки (Восточный центр дальней космической связи). Вид из окрестностей села Линевичи.
В селе функционируют средняя школа, ветеринарный пункт и амбулатория, два клуба и библиотека, асфальтовый завод, почтовое отделение. В районе села находится Восточный центр дальней космической связи.

## Население
| 1900 | 1912  | 1915  | 2002  | 2010  | 2021  |
| ---- | ----- | ----- | ----- | ----- | ----- |
| 797  | ↗1307 | ↗1396 | ↗5356 | ↘4279 | ↘3091 |

## Промышленность
С период существования СССР, с первых лет индустриализации в 1930-е годы в селе были построены: кирпичный завод по ул. Арсеньева (функционировал до начала 90х годов и был заброшен со всем оборудованием и транспортными средствами, впоследствии разобран местными жителями на кирпичи, из которых в частности выстроены гаражные массивы в районе кладбища и к западу от д. 159 по ул. Комарова. 
Масляный завод (находился на ул. Колхозная) дал народное название участка реки Славянка. Также на ст. Галенки был построен и функционировал до начала 90х годов консервный завод, специализировался на производстве плодово-ягодных и овощных консервов, перед закрытием осуществлялось производство водки под названием "Галенковская" . Большая производственная база находилась на территории ИК-3 с. Дзержинское и ст. Галенки. Вместе с тем расширение промышленной базы села продолжалось вплоть до последних дней советской власти, так на территории, находящейся к северу от ст. Галенки планировалось построить производственный комплекс, было завезено оборудование, поставлен промышленный кран, но после строительство было заброшено. Асфальтный завод по ул. Советская в районе поворота на ст. Галенки, функционирует до настоящего времени.
```
   В настоящее время производственные предприятия на территории села отсутствуют.
```

## Транспорт
Село Галёнки находится на автотрассе Уссурийск — Пограничный, в 30 км к северу от Уссурийска.
В 3 км севернее села находится станция ДВЖД Голенки.